# Seon
Seon (im lokalen schweizerdeutschen Dialekt: Seen [seːn]) ist eine Einwohnergemeinde im Schweizer Kanton Aargau. Sie gehört zum Bezirk Lenzburg und liegt vier Kilometer südlich des Bezirkshauptorts Lenzburg im Seetal. Der Weiler Retterswil wurde 1899 eingemeindet.

## Geographie
Die Naturlandschaft rund um das grösste Dorf des Aargauer Seetals ist durch Molassehügel auf beiden Seiten des Seetals und von Schotterflächen und einer Moräne geprägt. Der bewaldete, durch kurze Seitentäler gegliederte Höhenzug westlich von Seon trennt das Seetal vom Wynental. Seine höchsten Erhebungen im Gebiet von Seon sind, von Norden nach Süden, der Schürberg (549 m ü. M.), der Breitenberg (551 m ü. M.), der Seenerberg (581 m ü. M.), der Surberg (600 m ü. M.) und der Bampf (607 m ü. M.). Einige Bereiche des Höhenzuges sind als kantonale Naturwaldreservate geschützt, zum Beispiel das Gebiet «Winterseite» am Seenerberg, der «Surberg» und mehrere Waldparzellen am Bampf. Der Talboden zwischen dem Hallwilersee und Seon war früher ein grosses Sumpfgebiet, das durch Entwässerung der Feuchtgebiete und die Kanalisation des Aabachs zu einer Landwirtschaftsfläche gemacht wurde. Der Gewässerraum des Aabachs am Südrand des Gemeindegebiets von Seon ist ein Element des Auenschutzparks Aargau und soll schrittweise renaturiert werden.
Auf der Ostseite verläuft die Gemeindegrenze zu Egliswil mitten durch das Tal und teilweise im Flussbett des Aabachs.
Die Kiesablagerungen, Seiten- und Endmoränen bei Seon entstanden während der Würmeiszeit bei einem Rückzugsstadium des Reussgletschers. Dieser schuf am Rand von seinem Zungenbecken lange Schutthügel, die sich im Westen von Hallwil über Retterswil bis nach Seon und im Osten von Seengen bis nach Egliswil verfolgen lassen. Die Endmoräne schloss das Tal halbkreisförmig ab und markiert heute ungefähr die Siedlungsgrenze des Dorfes auf der westlichen und der nördlichen Seite. So wie der eiszeitliche Gletscherfluss fliesst der heutige Aabach in einer kleinen Niederung zwischen Moränenhügeln und verlässt das Gebiet in einem engen Tal zwischen der Moränen- und Schotterlandschaft nördlich von Seon und dem Molassemassiv der westlichen Ausläufer des Rietenbergs. Der Terrassenschotter wird in einer grossen Kiesgrube ausgebeutet.
Etwa anderthalb Kilometer südlich des Dorfzentrums liegt der Weiler Retterswil.
Die Fläche des Gemeindegebiets beträgt 962 Hektaren, davon sind 285 Hektaren bewaldet und 210 Hektaren überbaut. Der höchste Punkt befindet sich auf 607 Metern auf dem Gipfel des Bampfs, der tiefste auf 415 Metern am Aabach. Den südwestlichsten Grenzpunkt bildet der Siebenzwingstein.
Die Nachbargemeinden von Seon sind Schafisheim im Nordwesten, Staufen im Norden, Lenzburg im Nordosten, Egliswil im Osten, Seengen im Südosten, Hallwil und Dürrenäsch im Süden, Teufenthal im Südwesten sowie Gränichen im Westen.

## Geschichte
Funde aus der Jungsteinzeit und ein 1931 entdeckter Grabhügel aus der Hallstattzeit weisen auf eine frühe Besiedlung hin. 1945 kam bei Grabungen nahe der Grenze zu Schafisheim ein kleiner römischer Bauernhof zum Vorschein. Die Keramikfunde deuten darauf hin, dass er von Beginn des 2. bis Mitte des 3. Jahrhunderts bewohnt war. Auf der Weinhalde lag ein Gräberfeld der Alamannen.
Die älteste urkundliche Erwähnung des Ortsnamens Sewa bildet ein Eintrag von 893 in einem Zinsrodel des Fraumünsters in Zürich. Der Ortsname stammt von althochdeutsch ze sēwun ab, was «bei den Seestellen, bei den Ufer-, Landestellen» bedeutet (sēwun ist der Dativ Plural von ahd. sēo «See»). Dies könnte ein Hinweis darauf sein, dass der heute vier Kilometer entfernte Hallwilersee noch im Frühmittelalter bis zur Endmoräne reichte, falls damit nicht einfach das zwischen dem See und dem Dorf liegende Feuchtgebiet bezeichnet ist. Im Hochmittelalter lag das Dorf im Herrschaftsbereich der Grafen von Lenzburg, ab 1173 in jenem der Grafen von Kyburg. Nachdem diese ausgestorben waren, übernahmen die Habsburger im Jahr 1273 die Landesherrschaft und die Blutgerichtsbarkeit im Seetal. Die niedere Gerichtsbarkeit war zu zwei Dritteln im Besitz der jeweiligen Landesherren, zu einem Drittel im Besitz der Freien von Gösgen.

Luftansicht (1964)

1415 eroberten die Eidgenossen den habsburgischen Aargau. Seon gehörte nun zum Untertanengebiet der Stadt Bern, dem so genannten Berner Aargau, und bildete einen eigenen Gerichtsbezirk im Amt Lenzburg. Aus dem Jahr 1479 ist eine Offnung überliefert. 1528 führten die Berner die Reformation ein. Neben Ackerbau und Viehwirtschaft kam ab dem 17. Jahrhundert etwas Weinbau hinzu. Im 18. Jahrhundert war die Heimarbeit für Textilverleger weit verbreitet. Nach dem Franzoseneinfall im März 1798 endete die bernische Herrschaft, und Seon lag nun im Kanton Aargau in der Helvetischen Republik. Als diese 1803 durch die Mediationsverfassung abgelöst wurde, blieb der Kanton Aargau bestehen.
Der Weiler Retterswil war im 15. Jahrhundert noch ein Teil der Herrschaft Trostburg der Herren von Hallwyl und besass den Status eines autonomen Steckhofs. Als Bern 1751 die meisten Steckhöfe aufhob, kam Retterswil zu Seon. Nach 1805 war der Weiler wieder eine selbständige Gemeinde, wurde dann aber 1899 erneut mit Seon vereinigt.

Buntweberei der Firma Müller & Cie. AG in der Obholten am Aabach (1931)

Bis weit ins 19. Jahrhundert hinein blieb Seon ein landwirtschaftlich geprägtes Dorf. Dann siedelten sich zahlreiche kleinere Industriebetriebe an, welche die Wasserkraft des Aabachs nutzten. Aus einer kleinen Baumwollweberei entwickelte sich eine Fabrik mit zeitweise Hunderten von Arbeitern. 1875 kaufte Seon von den Besitzern des Schlosses Liebegg ein grosses Waldstück im benachbarten Wynental. Am 15. Oktober 1883 erhielt die Gemeinde den Anschluss ans Eisenbahnnetz, als der Abschnitt Lenzburg–Beinwil am See der Seetalbahn eröffnet wurde. Eine bis 1947 bestehende Konservenfabrik wurde durch eine Papierfabrik abgelöst. Der Wegzug bzw. die Schliessung der Papierfabrik und der Buntweberei führte nach 2000 vorübergehend zu einem spürbaren Bevölkerungsrückgang.

## Sehenswürdigkeiten

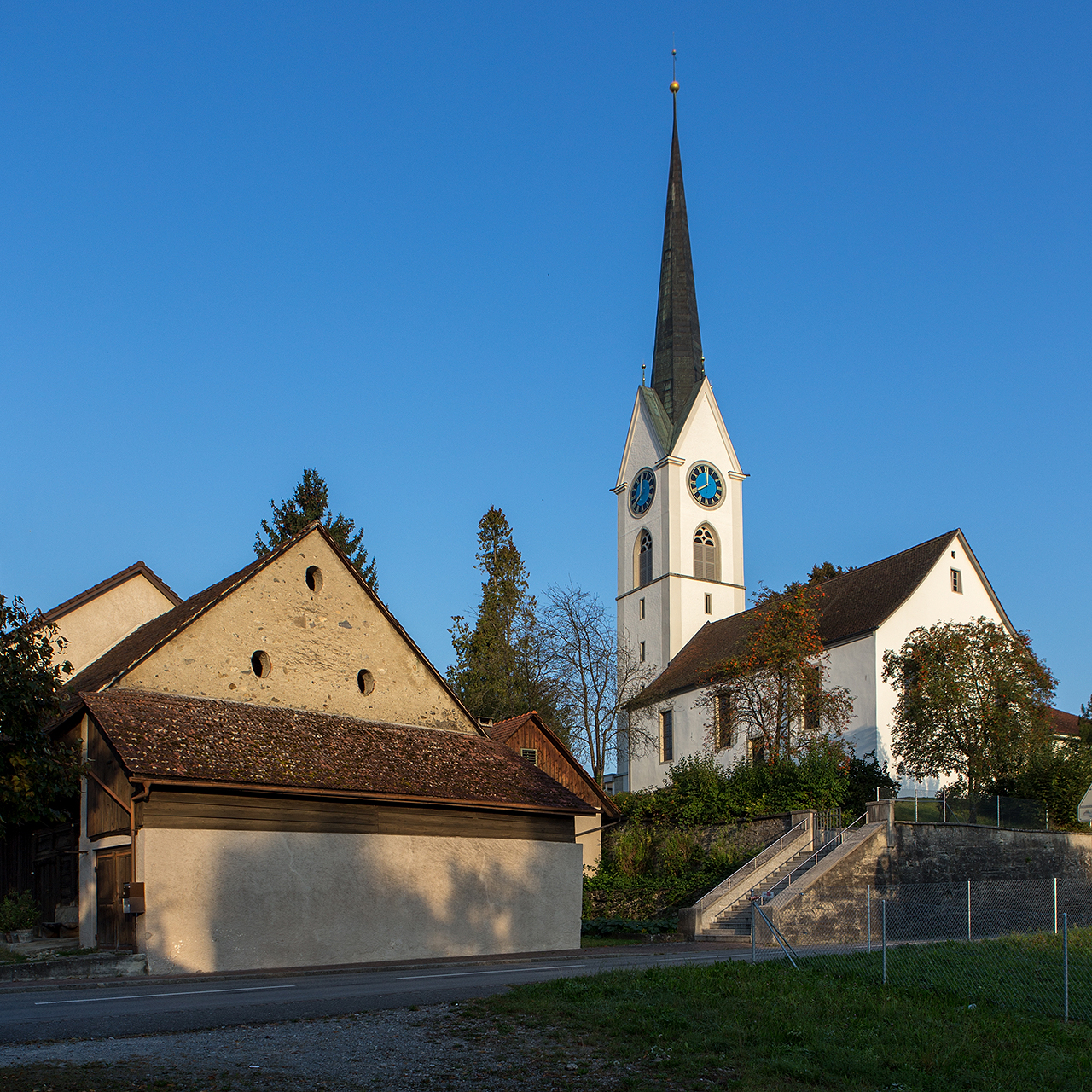
Reformierte Kirche

Die erste Erwähnung der Seoner Pfarrkirche erfolgte 1408 in einer Aarauer Urkunde. 1708 wurde das Gebäude komplett umgebaut und erhielt seine heutige Form. Der Kirchturm, der 1821 leicht erhöht worden war, wurde 1856 abgebrochen und durch einen noch höheren ersetzt; 1899 erhielt der Turm einen Spitzhelm anstatt des bisherigen Zwiebelhelms. Das Kirchenschiff ist an der Ostseite leicht abgeschrägt.
Am Aabach stehen zahlreiche Zeugen der Industriekultur. Dazu zählen die 1823 erbaute Spinnerei und die 1834 errichtete Baumwollweberei. Die Mühle im Unterdorf entstand bereits 1600 im spätgotischen Stil. Nach einem Umbau zu Beginn des 18. Jahrhunderts war die Mühle bis 1963 in Betrieb. Der Lehrpfad «Industriekultur am Aabach» dokumentiert die Geschichte der Wasserwerke am Flusslauf.

## Bilder

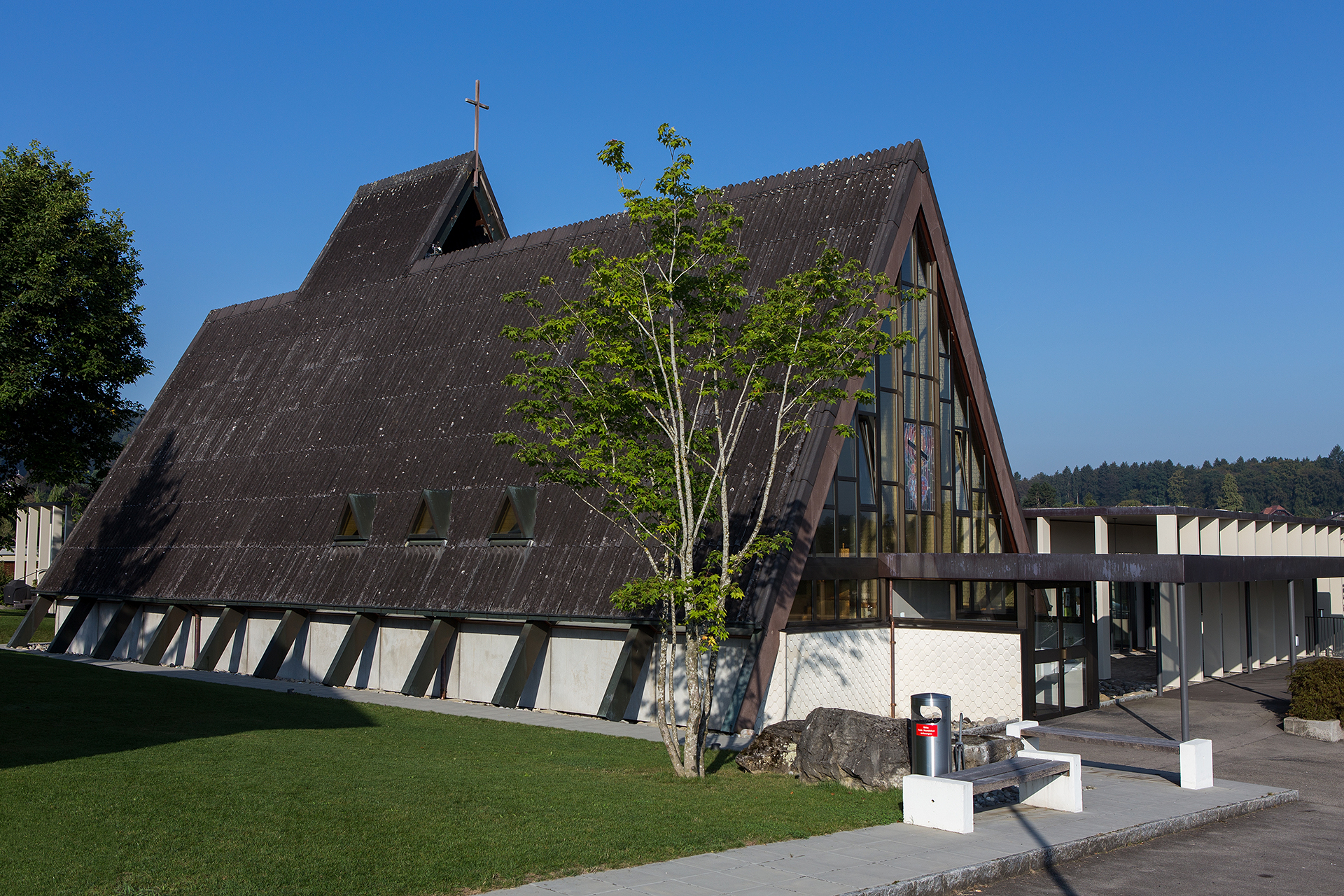
Kath. Kirche St. Theresia
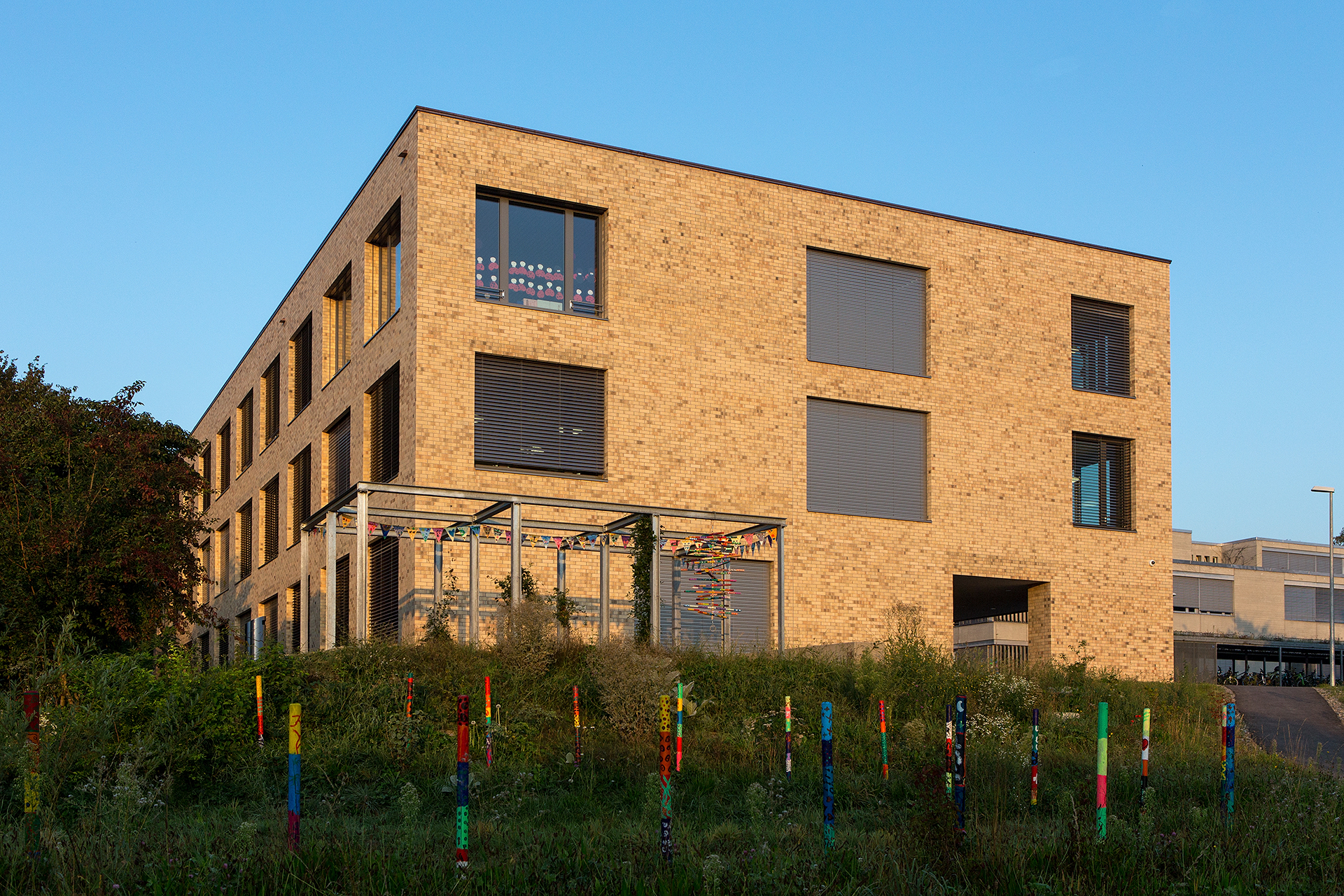
Schulhaus Hertimatt
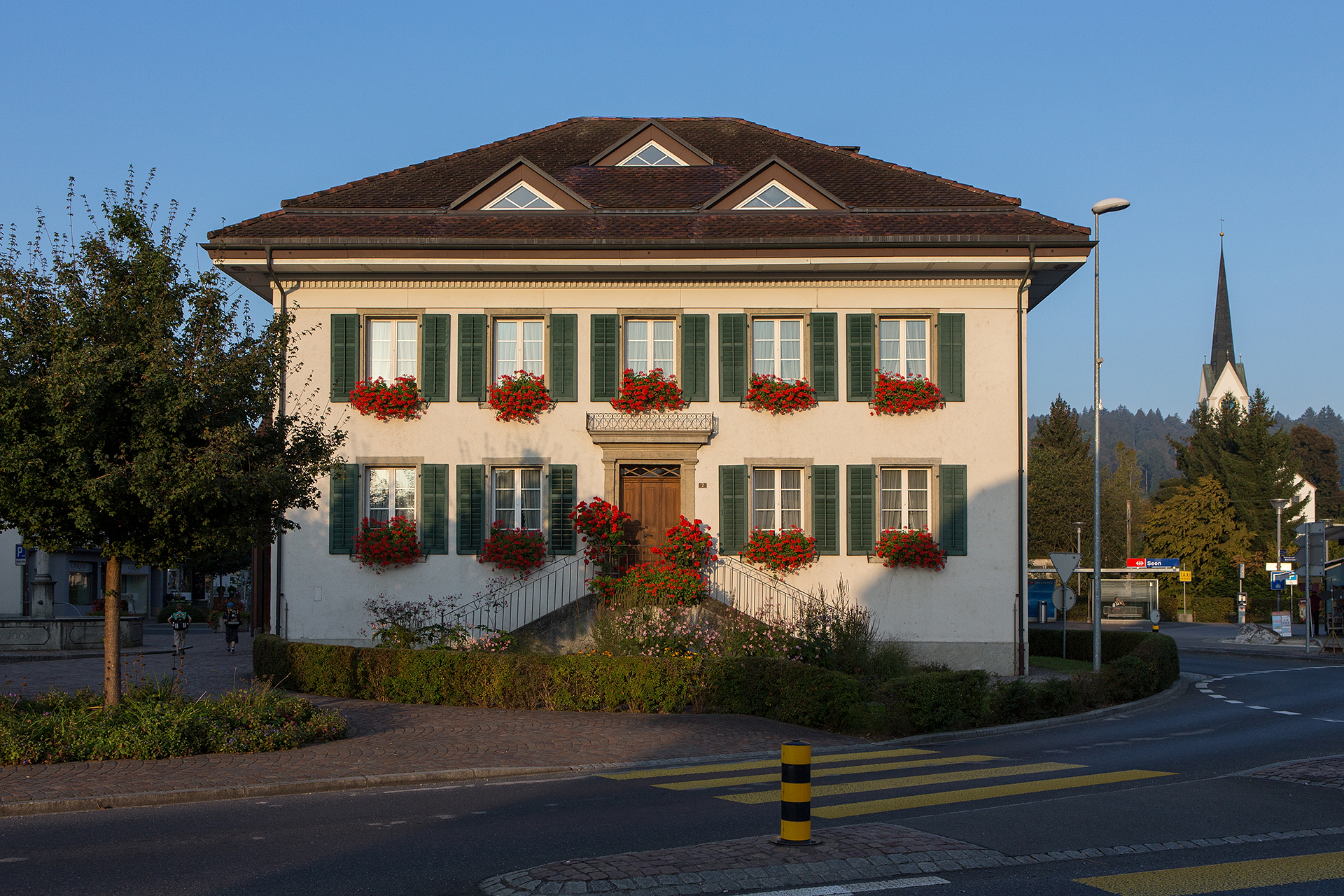
Museum
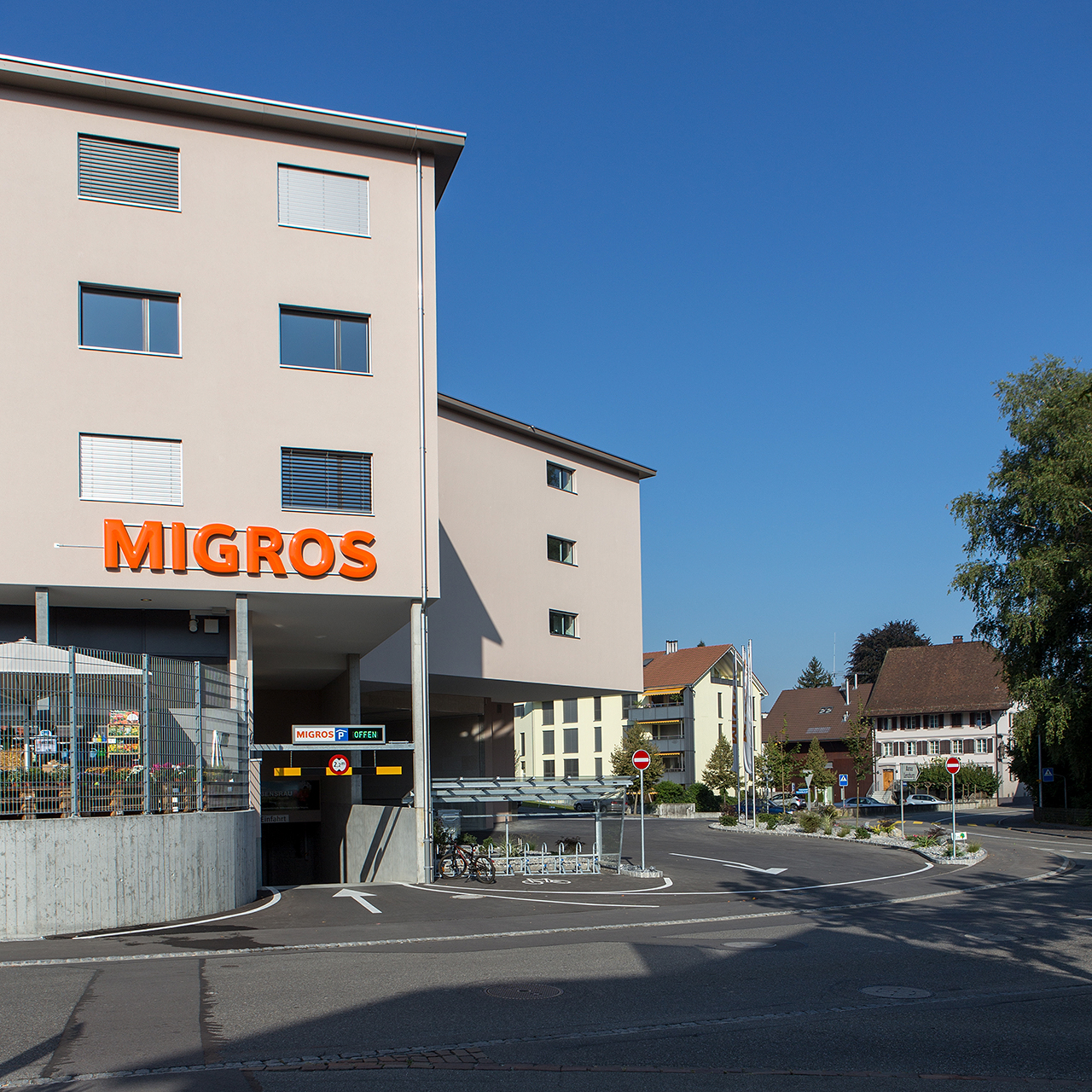
Im Unterdorf

## Wappen
Die Blasonierung des Gemeindewappens lautet: «In Weiss drei rote Sturmhüte.» Die Gemeinde führt das Wappen des erloschenen Ministerialengeschlechts der Herren von Seon, das in dieser Form seit 1344 bekannt ist. Aufgrund eines Missverständnisses waren ab dem 19. Jahrhundert auf dem Gemeindewappen drei Eichelfrüchte zu sehen. 1923 erfolgte die Wiedereinführung der historisch korrekten Version.

## Bevölkerung
| Jahr      | 1764 | 1850 | 1900 | 1930 | 1950 | 1960 | 1970 | 1980 | 1990 | 2000 | 2010 | 2020 |
| Einwohner | 722  | 1609 | 1873 | 2291 | 2653 | 3006 | 3628 | 3826 | 4538 | 4815 | 4745 | 5198 |

Am 31. Dezember 2023 lebten 5571 Menschen in Seon, der Ausländeranteil betrug 25,8 %. Bei der Volkszählung 2015 bezeichneten sich 39,3 % als reformiert und 20,7 % als römisch-katholisch; 40,0 % waren konfessionslos oder gehörten anderen Glaubensrichtungen an. 85,2 % gaben bei der Volkszählung 2000 Deutsch als ihre Hauptsprache an, 3,7 % Türkisch, 3,0 % Italienisch, 1,8 % Serbokroatisch, 1,7 % Albanisch, 0,9 % Portugiesisch und 0,7 % Spanisch.
In den 1980er-Jahren hatte die Gemeinde eine der europaweit höchsten Dichten an türkischstämmigen Einwohnern. Dies rührt daher, dass die Buntweberei Müller & Cie. seit den 1960er-Jahren zahlreiche Arbeitskräfte aus der Türkei beschäftigte und sie in firmeneigenen Mehrfamilienhäusern unterbrachte. Die damalige Besitzerfamilie unterstützte 1977 die Gründung eines türkischen Vereins für Seon und Umgebung, unter anderem finanziell.

## Politik und Recht
Die Versammlung der Stimmberechtigten, die Gemeindeversammlung, übt die Legislativgewalt aus. Ausführende Behörde ist der fünfköpfige Gemeinderat. Er wird im Majorzverfahren vom Volk gewählt, seine Amtsdauer beträgt vier Jahre. Der Gemeinderat führt und repräsentiert die Gemeinde. Dazu vollzieht er die Beschlüsse der Gemeindeversammlung und die Aufgaben, die ihm vom Kanton zugeteilt wurden. Für Rechtsstreitigkeiten ist in erster Instanz das Bezirksgericht Lenzburg zuständig. Seon ist Sitz des Friedensrichterkreises XII, der den südlichen Teil des Bezirks umfasst.

## Wirtschaft
In Seon gibt es gemäss der im Jahr 2015 erhobenen Statistik der Unternehmensstruktur (STATENT) rund 2700 Arbeitsplätze, davon 3 % in der Landwirtschaft, 26 % in der Industrie und 71 % im Dienstleistungsbereich. In den Fabrikationsbetrieben werden unter anderem Wellpappe, Maschinen, Werkzeuge und Möbel hergestellt. Das bekannteste Unternehmen mit Sitz in Seon ist der Sportausrüstungshersteller Mammut Sports Group. Daneben gibt es zahlreiche Gewerbe- und Dienstleistungsbetriebe.
Gemäss der Mobilitätsstatistik des Bundesamts für Statistik aus dem Jahr 2018 sind 27,5 % der erwerbstätigen Einwohner von Seon in der Gemeinde selbst beschäftigt, 72,5 % sind Pendler. Die häufigsten Arbeitsorte ausserhalb der Gemeinde sind in Lenzburg, Aarau, Zürich und Schafisheim.

## Verkehr

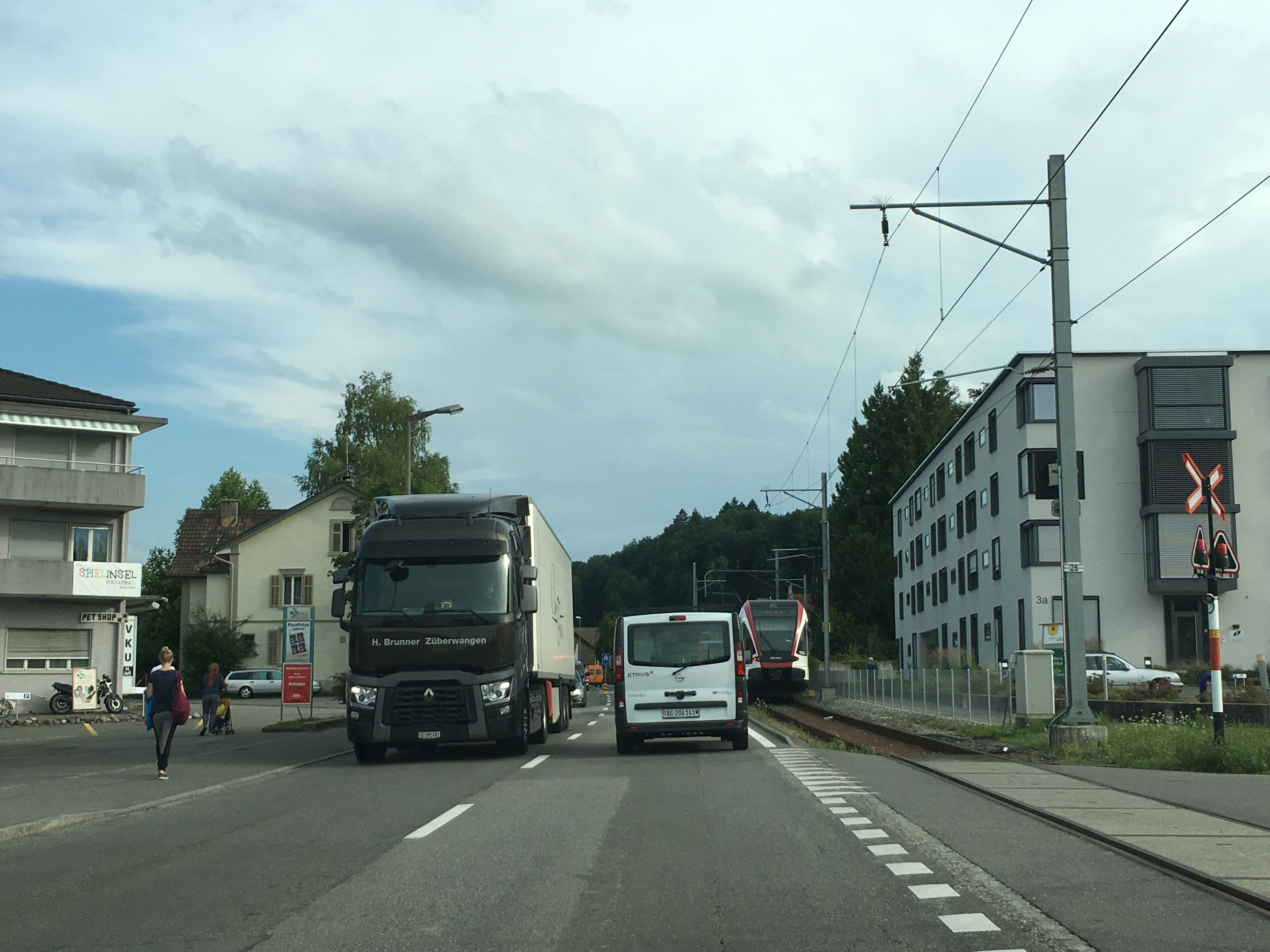

### Strasse
Durch das Dorf verläuft die Hauptstrasse 26 von Lenzburg durch das Seetal nach Luzern. Der sechs Kilometer entfernte Autobahnanschluss Aarau-Ost der A1 ist über die Hauptstrasse 288 via Schafisheim erreichbar. Nebenstrassen führen nach Egliswil und nach Gränichen im Wynental.
In einer Referendumsabstimmung vom 25. November 2018 stimmten 51 % der Stimmbürger einem Projektierungskredit für die Umsetzung von Tempo 30 auf Gemeindestrassen zu. Die Bevölkerung von Seon entschied bereits mehrmals über die Einführung der Temporeduktion, lehnte das Begehren jedoch wiederholt ab. Im Frühling 2020 startete die Umsetzung der baulichen Massnahmen.

### Schiene
Seon besitzt einen Bahnhof an der Seetalbahn der SBB.
Im September 2021 begannen die Arbeiten für die neue Haltestelle Seon Nord an der Seetalbahn. Sie wurde im Dezember 2022 in Betrieb genommen, etwa 700 Meter nördlich des bisherigen Bahnhofs. Das Projekt war bereits im Jahr 2006 von der Gemeindeversammlung als Kredit bewilligt worden, der Baustart verzögerte sich aber aus unterschiedlichen Gründen immer wieder.
Seon wird von der S9 bedient.
- S 9 Luzern – Lenzburg

### Bus
Vom Bahnhof Lenzburg aus führen zwei Buslinien der Gesellschaft Regionalbus Lenzburg über Seon nach Bettwil bzw. Teufenthal. An Wochenenden verkehrt ein Nachtbus von Lenzburg über Seon nach Sarmenstorf.

## Bildung

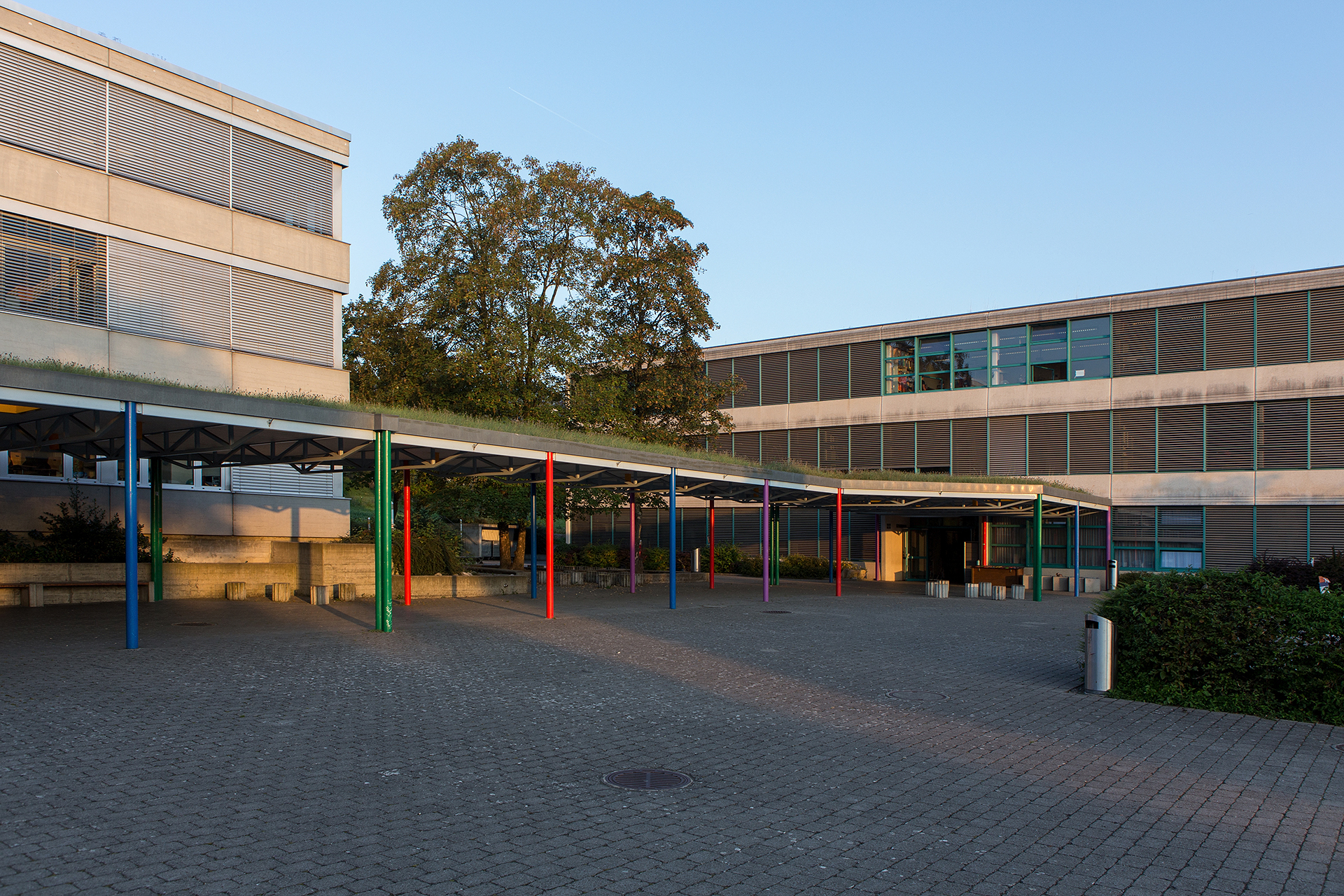
Schule Seon, Schulanlage Hertimatt

Die Gemeinde verfügt mit der Schule Seon über fünf Kindergärten und drei Schulhäuser, in denen sämtliche Stufen der obligatorischen Volksschule unterrichtet werden (Primarschule, Realschule, Sekundarschule und Bezirksschule). Die nächstgelegenen Gymnasien sind die Alte Kantonsschule und die Neue Kantonsschule, beide in Aarau.
Im Schulhaus Hertimatt 3 befindet sich die Schul- und Gemeindebibliothek Seon, die zum Kultur- und Bildungsangebot der Gemeinde gehört.

## Brauchtum
- Chlauschlöpfen
- Seetaler Winterbräuche

## Persönlichkeiten
- Fritz Baumann (1894–1992), Jurist und Politiker
- Eduard Dössekel (1810–1890), Oberrichter und Dichter
- Johann Dössekel (1789–1853), Nationalrat
- Max Hauri (1941–2015), Pferdesportler
- Maurus Kaufmann (* 1990), Grossrat (Grüne)
- Rudolf Urech-Seon (1876–1959), Maler